# Feu fiscal
Pour les articles homonymes, voir Feu (homonymie).
Le feu fiscal est au Moyen Âge la notion de référence pour le calcul d'un impôt. Il équivaut à une famille.
Les termes « feu » et « foyer » sont proches étymologiquement (du latin focus). Le feu désigne initialement le foyer, l'endroit où brûle le feu, ensuite au sens figuré, le logement familial, et par extension la famille qui vit de ce foyer. Le feu ou foyer est donc par extension la référence fiscale ou assiette, c'est-à-dire unité sur la base de laquelle est calculé l'impôt auquel est assujetti une unité contribuable, désigné depuis 1946 "foyer fiscal".
Dès le Moyen Âge, pour éviter toute confusion avec le sens initial du mot, les fiscalistes parlent de "feu fiscal", avec des déclinaisons, comme les fouages : les fouages de Bretagne étaient un impôt foncier payable par feu en Bretagne.

## Utilisation fiscale au Moyen Âge
Pour les impôts de répartition, le principe est de diviser la somme à percevoir par le nombre de feux, ce qui nécessite un travail de recensement du feu dit « réel ». La tâche est relativement simple à effectuer à l'échelle d'une commune urbaine. En revanche, elle prend une tout autre ampleur dans une zone rurale, ou à l'échelle d'un royaume. Ainsi, le roi de France ne procède qu'à un seul recensement des feux de son territoire, en 1328. Encore le résultat est-il incomplet, puisqu'il exclut les grands fiefs (Guyenne, Flandre) et certains apanages. En outre, il est rapidement périmé à la suite de la Grande Peste. En 1426, le duc de Bretagne procède à une « réformation des fouages », destinées à limiter les exemptions (les familles nobles doivent prouver leur noblesse) dans toute la province.
Il n'existe souvent que des états de feux par communauté urbaine ou par circonscription territoriale (bailliage ou sénéchaussée en France). Leur exactitude est à relativiser : ces dernières ne cessent de demander au pouvoir central des révisions, toujours à la baisse, en invoquant une famine ou une épidémie. Le nombre total des feux fait donc l'objet d'un âpre marchandage entre pouvoir central et communes, sans tenir compte de la réalité du terrain. En outre, les familles les plus pauvres sont regroupées, à l'échelle paroissiale, en un seul et même feu, pour une imposition collective. On en arrive à des décomptes coupés de la réalité, présentant des nombres ronds.
Le feu fiscal devient une unité purement théorique, que l'on distingue du « feu allumant », correspondant au foyer familial. Sa valeur oscille suivant les années ou encore la condition sociale, et ce même à l'intérieur d'une même ville. Elle peut même être fixée arbitrairement. Ainsi, en 1426, le duc de Bretagne arrête que le feu correspond à trois « estagiers » (chefs de famille).
Les rôles de taille restent mis à jour régulièrement au cours de « visites de feux ».

## Utilisation en démographie historique
Les dénombrements de population sont, pour la majeure partie de l’Ancien Régime, faits en feux, et non en habitants réels. La monarchie française cesse de s’intéresser aux dénombrements par feux en 1726.
Pour estimer le nombre d'habitants d'après celui donné en feux, certains appliquent le coefficient multiplicateur 5. Ainsi, pour une population de 34 feux on obtient 170 habitants. Cependant, le facteur de conversion du feu à l’habitant fait encore l'objet de discussions entre historiens. L'État des feux de 1328 pour Paris comptabilise 61 098 feux. Les calculs conduisent à des chiffres de population variant entre 80 000 et 240 000 habitants. Le coefficient de 5 n'est pas une règle mais un indicateur moyen,,.
Selon les régions et les époques, le coefficient multiplicateur varie : Serge Dontenwill, pour l’actuel département de la Loire sous Louis XIV, utilise un coefficient de 4,5 (suivant ainsi Jacques Dupâquier dans son Population française aux XVIIe et XVIIIe siècles, PUF, 1993).